# داغوبيرتو لارا
داغوبيرتو لارا هو لاعب كرة قدم كوبي في مركز الدفاع، ولد في 16 أبريل 1953 في مدينة سينفويغوس في كوبا. شارك مع منتخب كوبا لكرة القدم.

## وصلات خارجية
- داغوبيرتو لارا على موقع الاتحاد الدولي (مؤرشف)  (الإنجليزية)
- داغوبيرتو لارا على موقع ناشيونال فوتبول تيمز (الإنجليزية)
- داغوبيرتو لارا على موقع عالم كرة القدم.نت (الإنجليزية)
- داغوبيرتو لارا على موقع اللجنة الأولمبية الدولية (الإنجليزية)
- داغوبيرتو لارا على موقع أوليمبيديا (الإنجليزية)